# Serieåret 1944

## Händelser

### Okänt datum
- Austin Briggs övertar söndagsversionen i färg av serien Blixt Gordon. Den dagliga versionen läggs samtidigt ned.
- Rune Andréassons serie Äventyr bland djuren, senare kallad Brum, börjar publiceras i Allers Familj-Journal.

## Utgivning

### Album
- Rackham den rödes skatt (Le Trésor de Rackham le rouge) av Hergé (på svenska 1962)[1]

## Födda
- 29 februari - Paolo Eleuteri Serpieri, italiensk serieskapare.
- 4 mars - Glen Baxter, brittisk skämttecknare.
- 28 juni - Philippe Druillet, fransk serieskapare.
- 8 augusti - Derib, schweizisk serieskapare.
- 9 september - Magnus Knutsson, svensk serieskapare.
- 26 november - Roberto Fontanarrosa (död 2007), argentinsk serieskapare och författare.
- 1 december - Daniel Pennac, fransk serieskapare
- Bud Grace, amerikansk serietecknare.

## Avlidna
- 25 april - George Herriman (född 1880), amerikansk serieskapare.
- 13 september - W. Heath Robinson (född 1872), brittisk tecknare, känd för sina omöjliga maskiner.

### Fotnoter
1. ↑  ”Tintin”. http://en.tintin.com/albums/show/id/36/page/0/0/red-rackham-s-treasure. Läst 12 mars 2011.